# Estádio Armando Picchi
O Estádio Armando Picchi (ita: Stadio Armando Picchi) é um estádio de futebol situado na cidade de Livorno, Itália, com capacidade para 19.238 espectadores. É o local em que a equipe do Livorno Calcio atua em suas partidas de futebol.

## História
A construção do estádio foi iniciada no ano de 1933 e, ainda com a obra inacabada, disputou-se ali uma primeira partida de futebol. A inauguração oficial do local ocorreu somente mais de um ano depois, em março de 1935, quando um amistoso internacional foi disputado entre as seleções reservas da Itália e da Áustria, terminando num empate em 0 a 0.
O estádio foi batizado Stadio Edda Ciano Mussolini, em homenagem à filha de Benito Mussolini, empregando tal nome entre os anos de 1935 e 1945 quando, após a vitória dos aliados na Segunda Guerra Mundial, foi rebatizado por um curto período de tempo para Yankee Stadium. Entre os anos de 1945 e 1960 utilizou o nome Stadio di Ardenza. Mais tarde, receberia seu nome atual, Armando Picchi, em homenagem ao futebolista e treinador italiano, não apenas nascido em Livorno, mas também jogador do time local entre os anos de 1949 a 1954. 